# Константин Мутафов
Константин Димитров Мутафов е български писател, поет, драматург, преводач, режисьор и театрален критик. Баща е на актрисата Стоянка Мутафова.

## Биография
Роден е на 23 март 1879 година в град Русе в семейство на учители, според биографичните сведения от официални източници. Баща му Димитър Мутафов, роден в 1848 година в Трявна, произхожда от два видни тревненски рода, а майка му София Николова – от Битоля, Македония, тогава в Османската империя. Според семейните спомени бащата напуснал града на 16-годишна възраст и се завърнал при роднините си, вече в Русе, в 1879 година, с жена и дете. Константин Мутафов приема Русе за свой роден град, но по данни на съпругата му Екатерина е роден в Битоля.
Завършва Русенската мъжка гимназия. Като гимназист в нея той, при гостуване на княз Фердинанд, произнася приветствие, което прави силно впечатление на княза и той разпорежда да му бъде отпусната стипендия за следване в Англия, за да се подготви за дипломат. Мутафов обаче обича театъра, отказва степендията и заминава за Италия.
От 1897 до 1900 година учи в драматична школа във Флоренция или в Милано. Завръща се поради финансови причини през 1900 година.
Две години е артист в театралната трупа „Сълза и смях“. След това се отказва от попрището на артист и става чиновник, после няколко години работи като библиотекар в Народния театър, а след това е артистичен секретар.
По време на Балканските войни е мобилизиран. През 1917 година написва драмата „Пленникът от Трикери“, свързана с трагедията на солунските българи през 1913 година (Междусъюзническата война) и съдбата на хилядите пленници, изпратени в концлагера на остров Трикери, първия в Европа.
От 1924 г. е уредник на Архивния отдел при Народната библиотека в София. Там въвежда научни методи за класифицирането на документите.
Изявява се като поет, белетрист, артист, драматург, преводач, театрален критик, библиотекар, режисьор и детски писател. Сътрудничи на списания „Библиотека“, „Художник“, „Българска сбирка“, „Златорог“, „Родна реч“, „Литературен глас“, „Българска мисъл“ и други.
Превежда от италиански, френски, руски и турски повече от тридесет драми, романи, повести и разкази. През целия си живот той учи езици; докато е в Архивния отдел усвоява гръцки, сърбохърватски, румънски, чешки и испански.
Член е на Съюза на българските писатели.
През 1921 година се жени за Екатерина Джансъзова, чиито родители са от Одрин. Тяхна дъщеря е актрисата Стоянка Мутафова.
Умира на 19 март 1946 година в София.

## Творчество
Драмата „Пленникът от Трикери“ е особено популярна творба на Константин Мутафов. Написана в 1917 година, тя е поставена още същата година на сцената на Народния театър. Първото ѝ издание е през 1918 година, второто (пререботено) – 1928, първата ѝ екранизация – 1929 година, а в 1993 година БНТ създава телевизионна адаптация по нея.
С „Омуртаг хан“ (1924) Мутафов печели първия конкурс за литературни награди, учреден според Закона за поощрение на литературата и изкуството.
„Убитата лисица„ получава първа награда за драма на Министерството на просвещението.
Особена популярност добива романът „Невяста неневестная“.
За детските пиеси на Мутафов „Завистливият побратим“ (драматизирана народна приказка), „По неволя крадльо“, „Кой яде сладкото“, „На аероплан“ Калина Малина пише през 1929 година, че с „тях той ни показва какво образно богатство се крие в нашето народно творчество, каква широка фантазия, какъв богат материал за пиеска“.

### Творби[1]
- „Над живота“, драма в 4 действия (1906)
- „Иуда“, драма (1914)
- „Дядо Климе“ (драматичен епизод, 1917)
- „Пленникът от Трикери“, драма в 3 действия (1 издания 1918, 2-ро преработено издание 1928)
- „Омуртаг хан“, трагедия в 4 действия и 4 картини (1924).
- „Юбилеят на Калистена“ (комедия, 1927, останала неотпечатана)
- „Детски театър“ (две пиеси, 1929)
- „Бисерка“, фантазия в 2 картини (1930)
- „Убитата лисица“, пиеса в 3 действия (1933)
- „Невяста неневестная“, роман (1936)
- „Алтън баба“, разказ (1938)
- „На гости на един поет“ (1938)
- „Прости души“, разкази (1938)
- „Юбилеят на Бербер Халил“ (1938)

## За него
- Калина Малина. Детски театър